# كتلة النواب السود بالكونجرس
كتلة النواب السود بالكونجرس هو عبارة عن تجمع مؤلف من معظم الأعضاء الأمريكيين من أصل أفريقي في الكونغرس الأمريكي. ترأست النائبة كارين باس من كاليفورنيا التجمع الانتخابي منذ عام 2019. اعتبارًا من عام 2020، أصبح جميع أعضاء التجمع جزءًا من الحزب الديمقراطي.